# Worth H. Rodebush
Worth Huff Rodebush (* 24. Mai 1887 nahe Selden (Kansas); † 16. August 1959 in Chicago) war ein US-amerikanischer Chemiker (Physikalische Chemie), bekannt für seine Rolle bei der Entwicklung der Theorie der Wasserstoffbrückenbindung.

## Leben und Wirken
Rodebush stammte aus einer Farmer-Familie, beide Eltern waren aber gebildet und er hatte zu Hause Zugang zu vielen Büchern. Seine High School Ausbildung musste er selbst finanzieren und unterbrach sie längere Zeit um als Lehrer zu arbeiten. Er begann sein Studium an der University of Kansas bei George Hamilton Cady mit dem Bachelor-Abschluss 1912 und dem Master-Abschluss 1914. Er war mehrere Jahre lang Assistent und hatte unter anderem Wendell Latimer als Schüler, mit dem ihn später eine lebenslange Freundschaft verband und mit dem er an der Universität Berkeley das Konzept und die Theorie der Wasserstoffbrückenbindung entwickelte (1919/20). Er promovierte 1917 an der University of California, Berkeley, und arbeitete zwei Jahre in der Industrie und öffentlichen Dienst (Bureau of Mines, US Industrial Alcohol Company), bevor er an die Universität Berkeley zurückkehrte. 1921 wurde er Associate Professor an der University of Illinois at Urbana-Champaign, an der er Physikalische Chemie lehrte und Pionierarbeiten unternahm in der Infrarotspektroskopie zur Aufklärung von Molekülstrukturen insbesondere mit Wasserstoffanteil. Das war lange (bis zur Entwicklung von Neutronenstreuungsverfahren und Isotopenchemie) die einzige Möglichkeit den Anteil von Wasserstoff an der Struktur aufzuklären, da er wenig zur Röntgenbeugung beiträgt. 1924 wurde er Professor. Im Zweiten Weltkrieg war er im National Defense Research Committee und er trug auch nach dem Krieg zur Militärforschung bei, insbesondere bei Raketentreibstoffen. Ab 1948 war er im wissenschaftlichen Beratungsgremium der Naval Ordnance Test Station und Berater von deren Chemieabteilung. Er leitete die Abteilung Physikalische Chemie an seiner Universität bis 1953, danach widmete er sich nur noch der Forschung. 1955 ging er in den Ruhestand. Auch danach forschte er weiter unter anderem am Projekt zur Wolkenphysik der Universität Chicago und an einem Forschungsprojekt der NIH an der Universität Florida zu Wasser in biologischen Materialien.
Außer mit der Wasserstoffbrückenbindung und Infrarotspektroskopie befasste er sich mit dem dritten Hauptsatz der Thermodynamik (quantitative Formulierung), Dampfdruck von Metallen, Entropie kondensierter Gase und allgemein mit statistischer Mechanik, der absoluten Ladung der Erdoberfläche, Ionisation von Elektrolyten, Reaktionsmechanismen in der Gasphase und Atomstrukturen.
1938 wurde er Mitglied der National Academy of Sciences.
Er war seit 1919 mit Esther Kittredge verheiratet und hatte drei Töchter. Esther Rodebush war auch Chemikerin, mit der er eine Einführung in die Physikalische Chemie schrieb. Rodebush starb an einem Schlaganfall, als er seine Tochter in Chicago besuchte.

## Schriften (Auswahl)
- mit Latimer: Polarity and Ionization from the Standpoint of the Lewis Theory of Valence, J. Am. Chem. Soc., Band 42, 1919, S. 1419
- The Third Law of Thermodynamics, in: H. S. Taylor (Hrsg.), Treatise on Physical Chemistry, Van Nostrand 1924, S. 1131–1214
- The Third Law of Thermodynamics, J. Chem. Phys., Band 2, 1934, S. 668
- mit E. F. Fiock: The measurement of absolute charge of the earth's surface, Proc. Nat. Acad. Sci., Band 11, 1925, S. 402
- mit A. M. Buswell: Hydrogen Bond and Infrared Absorption, J. Chem. Phys., Band 6, 1938, S. 296
- mit Esther Rodebush: An introductory course in physical chemistry, Van Nostrand, 2. Auflage 1938